# Sara Luvv
Sara Luvv, née le 1er mars 1994 en Californie, est une actrice américaine de films pornographiques.

## Biographie
En 2018, elle remporte l'AVN Award de la meilleure actrice pour son rôle dans le film The Faces of Alice, produit par les studios Girlsway.
Fin 2017, elle s'est mariée avec la productrice de X Bree Mills.

## Filmographie partielle
Le nom du film est suivi du nom de ses partenaires lors des scènes pornographiques.
- 2012 : Horny Lesbian Sisters avec Gia Jakarta
- 2012 : Lesbian Cougars On The Hunt avec Britney Foster
- 2013 : Cheer Squad Sleepovers Episode 5 avec Amber Chase
- 2013 : Yoga Girls avec Mari Possa
- 2014 : Lesbian Adventures: Strap-On Specialists 07 avec London Keyes
- 2014 : Lesbian Adventures: Older Women, Younger Girls 6 avec Dana Vespoli
- 2015 : Lesbian Adventures: Older Women, Younger Girls 8 avec Julia Ann
- 2015 : Girls Kissing Girls 18 avec Valentina Nappi
- 2015 : Lesbian Adventures: Wet Panties Trib 7 Wet Cotton Panties avec Amirah Adara
- 2016 : Lesbian Adventures: Older Women, Younger Girls 10 avec Brandi Love
- 2016 : Lesbian Adventures: Strap-On Specialists 10 avec Nina Hartley
- 2017 : Dana Dearmond Gang Fucks Sorority Girls avec Dana DeArmond
- 2017 : Lesbian Anal avec Maddy O'Reilly
- 2018 : Alpha Female avec MacKenzee Pierce
- 2018 : Surrender Your Stress avec Luna Star

## Distinctions
| Année | Cérémonie   | Prix                                                                             | Résultat   | Film |
| ----- | ----------- | -------------------------------------------------------------------------------- | ---------- | --- |
| 2018  | AVN Awards  | Meilleure actrice (Best Actress)                                                 | Lauréat    | The Faces of Alice |
| 2018  | AVN Awards  | Meilleure scène lesbienne de groupe (Best All-Girl Group Sex Scene)              | Nomination | The Faces of Alice (scène avec A.J. Applegate, Adriana Sephora, Bree Daniels, Cadence Lux, Dahlia Sky, Darcie Dolce, Kimmy Granger, Melissa Moore et Serena Blair) |
| 2018  | AVN Awards  | Meilleure scène de sexe en réalité virtuelle (Best Virtual Reality Sex Scene)    | Nomination | Being Mr. B: A Baumgartner Fantasy (scène avec Mick Blue) |
| 2018  | XBIZ Awards | Meilleure actrice dans une comédie (Best Actress — Comedy Release)               | Nomination | The Faces of Alice |
| 2018  | XBIZ Awards | Meilleure scène de sexe dans une comédie (Best Sex Scene — Comedy Release)       | Nomination | The Faces of Alice (scène avec Bree Daniels) |
| 2018  | XBIZ Awards | Meilleure scène de sexe dans un film lesbien (Best Sex Scene — All-Girl Release) | Nomination | The Faces of Alice (scène avec Bree Daniels) |